# Culture de Fontbouisse
La culture de Fontbouisse est une culture archéologique du Néolithique qui s'est développée dans le Languedoc entre 2700 et 2300 av. J.-C. Son nom est lié au village préhistorique de Fontbouisse, découvert sur la commune de Villevieille, dans le département du Gard.

## Extension géographique
L'aire de la culture de Fontbouisse s'étend de la garrigue languedocienne jusqu'au Rhône, sur la moitié est du département de l'Hérault, le Gard et le sud de l'Ardèche. Elle se développe autour de hameaux ou de villages comportant de 10 à 50 habitations. 

## Habitats fontbuxiens

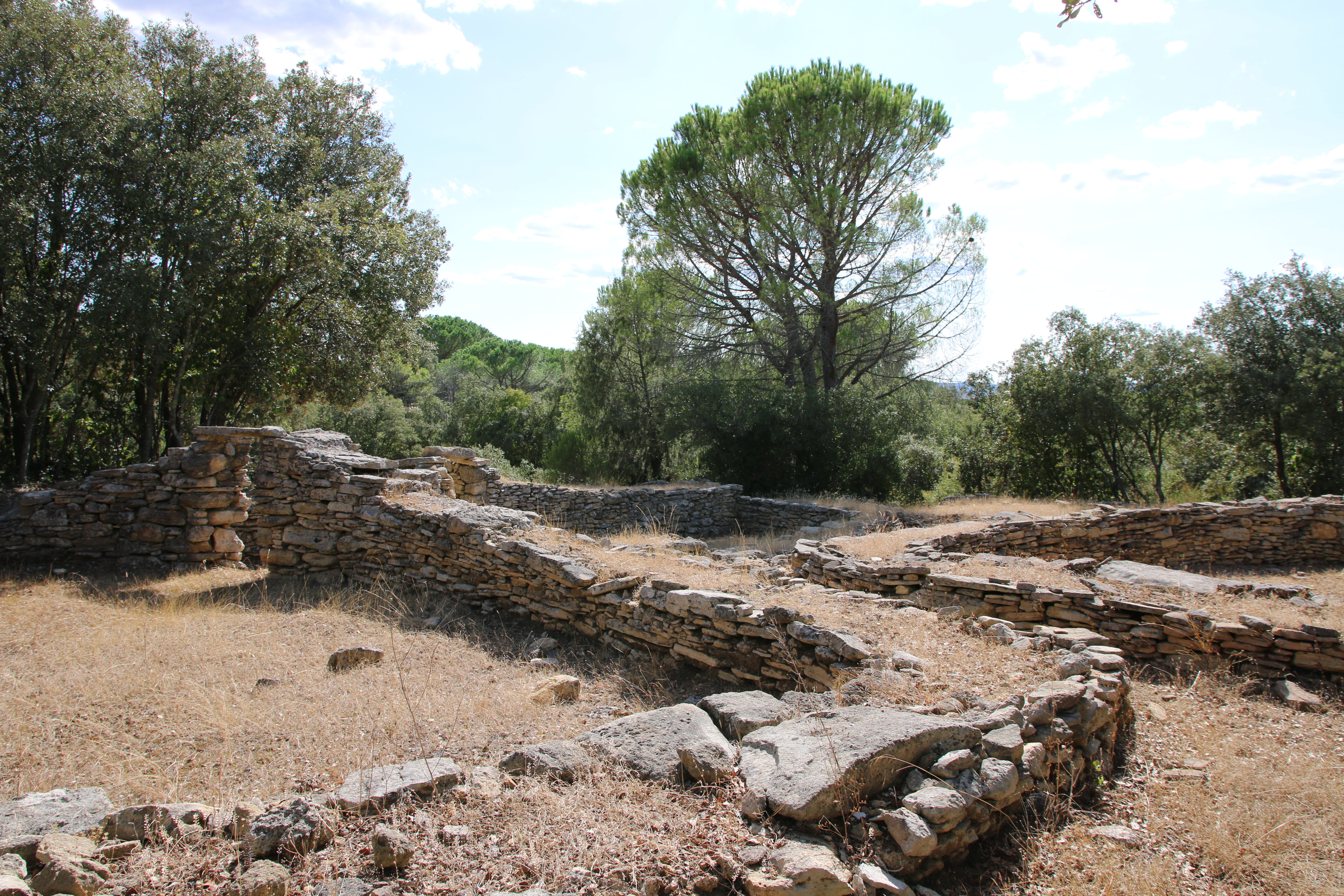
Village préhistorique de Fontbouisse. Aperçu du site

Les bâtiments sont généralement de forme ovalaire, sans angle vif, avec des extrémités en abside mais il existe aussi des cabanes de plan circulaire ou rectangulaire. Les maisons les plus longues atteignent 22 m de longueur comme sur le site de Cambous à Viols-en-Laval. Les surfaces habitables s'échelonnent de 5 m2 à 50 m2. Les murs sont en pierres sèches (0,60 m à 2 m de largeur). Ils soutiennent une charpente en bois. La couverture pouvait être en branchages, en lauzes, voire en pierres sèches par encorbellement en fonction de la superficie à couvrir. Sur le site de Boussargues à Argelliers, il existe un curieux enclos de forme trapézoïdale entouré de petites cabanes circulaires dont la destination est inconnue.
L'habitat fontbuxien ne se limite pas aux seuls villages en pierres sèches. Les cavités naturelles sont encore fréquemment utilisées, comme dans le Gard, où plusieurs grottes ont livré de belles séries de mobilier (lithique, céramique, métallurgique, osseux). Dans les plaines, la construction recourt aux matériaux périssables (bois, torchis). Sur ces sites, seules les structures creusées (silos, foyers en cuvette, fosses d'extraction de terre) attestent désormais d'une occupation ancienne. Ces groupes de cabanes demeurent de taille restreinte : sur un espace donné, il existera plusieurs petits villages plutôt qu'une unique agglomération.
La densité d'occupation du territoire est assez forte (20 à 25 villages pour 100 km2). Les villages sont indifféremment construits sur des hauteurs, des versants ou en plaine mais à chaque village correspond plusieurs terroirs distincts (montagne, plateau, bassin, plaine) correspondant à un type d'activités agricoles précis. Si les Fontbuxiens furent les premiers en France à pratiquer la métallurgie artisanale du cuivre, pour autant, ils étaient surtout des paysans. Leur occupation intense du territoire et leurs pratiques agricoles (pâturage, culture sur brûlis) contribuent à accentuer la disparition de la forêt primitive commencée avec la culture de Ferrières, au profit de la garrigue actuelle. Les sols, antérieurement fertiles, et propices à la culture des céréales, furent probablement progressivement lessivés et jamais reconstitués.

## Matériel archéologique

### Céramique

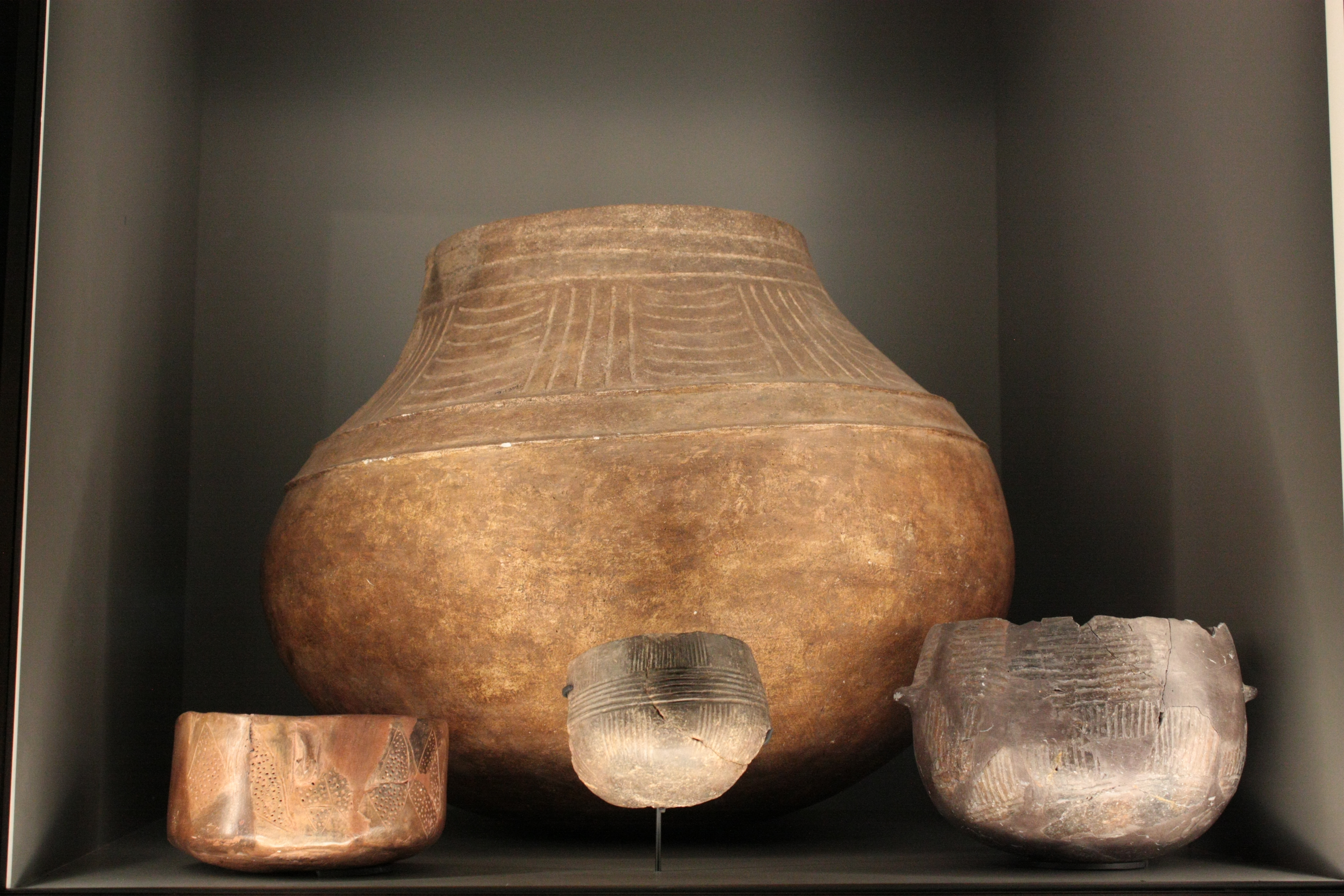
Céramiques de la culture de Fontbouisse, - 2 600 à 2 200 ans.

Comme la plupart des cultures néolithiques, la culture fontbuxienne fut définie à partir de sa céramique. La production comprend des bols, écuelles, marmites. C'est une céramique sans fonds plats. La céramique fontbuxienne est abondante. Elle est généralement décorée de motifs géométriques simples : damiers, métopes, bandes horizontales et verticales combinées, guirlandes curvilignes. Les décors ont été réalisés sur la pâte crue en sillons arrondis ou incisés. Il existe aussi quelques décors en relief, obtenus par la technique du repoussé depuis la paroi interne du récipient. Les vases les plus volumineux comportent des cordons horizontaux ayant une double fonction décorative et de consolidation.

### Matériel lithique
L'industrie du silex se caractérise par la production d'objets de très grande qualité : armatures de flèches très élégantes, de type foliacé avec pédoncule et ailerons, grands poignards denticulés. Cette production a été facilitée par l'accès à un gisement de silex lacustre en plaquettes à Salinelles, matériau qui permet d'obtenir des objets soignés (couteaux, poignards) après quelques retouches mineures et un polissage des faces latérales.

### Métallurgie
L'existence de filons de cuivre dans les Cévennes favorisa le développement précoce de l'industrie métallurgique. Les objets produits sont de petite taille : alènes, bipointes, perles (annulaires, bicôniques, tubulaires), poignards à soie crantée, et quelques haches plates.

## Sépultures
La culture fontbuxienne utilise plusieurs types de sépultures : des cavités naturelles (petites grottes) ou artificielles (hypogées) et de nombreuses constructions mégalithiques (dolmens). Les sépultures sont collectives. Les défunts sont inhumés selon des rites où la parure semble tenir un rôle très prononcé. Les tombes ont livré à profusion des pièces de colliers de formes variées et élaborées dans  de nombreux matériaux naturels (quartz, calcaire dur ou tendre, stéatite, schiste, lignite, dents et émail d’animaux, coquillages...).